# Municipio de Johnson (Minnesota)
El municipio de Johnson (en inglés: Johnson Township) es un municipio ubicado en el condado de Polk en el estado estadounidense de Minnesota. En el año 2010 tenía una población de 51 habitantes y una densidad poblacional de 0,55 personas por km².

## Geografía
El municipio de Johnson se encuentra ubicado en las coordenadas 47°53′28″N 95°38′44″O / 47.89111, -95.64556. Según la Oficina del Censo de los Estados Unidos, el municipio tiene una superficie total de 92.47 km², de la cual 92,47 km² corresponden a tierra firme y (0 %) 0 km² es agua.

## Demografía
Según el censo de 2010, había 51 personas residiendo en el municipio de Johnson. La densidad de población era de 0,55 hab./km². De los 51 habitantes, el municipio de Johnson estaba compuesto por el 92,16 % blancos, el 1,96 % eran asiáticos y el 5,88 % eran de una mezcla de razas. Del total de la población el 0 % eran hispanos o latinos de cualquier raza.